# Annagry
Annagry eller Anagaire är en ort i republiken Irland. Den ligger i den norra delen av landet. Annagry ligger 21 meter över havet och antalet invånare är 253.
Terrängen runt Annagry är platt åt nordväst, men åt sydost är den kuperad. En vik av havet är nära Annagry åt nordväst. Trakten runt Annagry består i huvudsak av jordbruksmark.